# Hamak

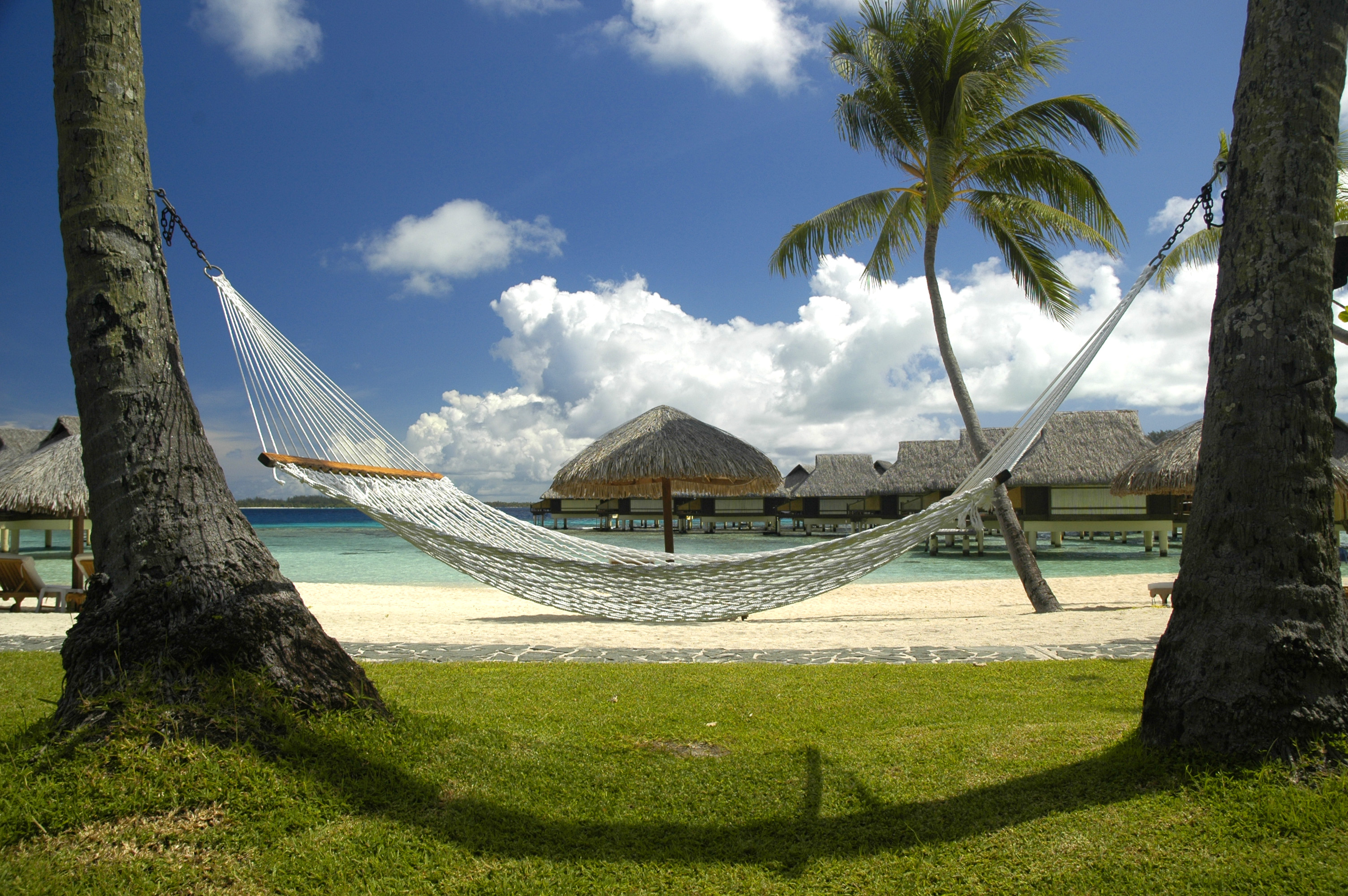
Hamak

Hamak – rodzaj wiszącego łóżka zrobionego z materiału lub sznurków, zawieszonego między dwiema podporami.

## Historia
Hamaki powstały najprawdopodobniej na Wyspach Karaibskich. Gdy Krzysztof Kolumb dotarł do Nowego Świata, były one w powszechnym użyciu. Hiszpanom bardzo spodobały się wiszące łóżka i wkrótce zaczęli sypiać na hamakach na swoich statkach. W ten sposób hamak dotarł do Europy.
Obecnie w wielu regionach Ameryki hamaki są najpopularniejszym rodzajem łóżek.